# Il gioco di Gerald (film)
Il gioco di Gerald (Gerald's Game) è un film del 2017 diretto da Mike Flanagan.
La pellicola è l'adattamento dell'omonimo romanzo di Stephen King.

## Trama
Gerald e Jessie sono conosciuti da tutti come la perfetta coppia sposata che non ha mai avuto intoppi, ma in realtà sono tutt'altro. Un weekend decidono di stare per qualche giorno da soli nella loro casa al lago, per passare del tempo insieme. Gerald decide di fare, con il consenso di Jessie, un gioco erotico e la ammanetta al letto della loro camera. Mentre la moglie è indecisa e cerca di dimenarsi e mostrare il suo rifiuto, Gerald improvvisamente subisce un attacco cardiaco, cadendo ai piedi del letto e sbattendo la testa. Jessie all'inizio pensa sia solo uno scherzo di cattivo gusto ma poi si rende conto che l'uomo è morto quando vede del sangue sgorgare rapido dalla sua testa.
La donna si ritrova quindi ammanettata al letto, senza nessuno nei dintorni che la possa soccorrere e inizia a dimenarsi violentemente per liberarsi. Dopo alcune ore la sua mente confusa, stanca e offuscata comincia a entrare in uno stato di allucinazione tale da non farle più capire se ciò che vede sia la realtà o un sogno a occhi aperti. A farle compagnia è un cane a cui, appena arrivati alla casa al lago, aveva offerto della costosa carne Kobe, il quale però comincia immediatamente a mangiare il cadavere di Gerald. Successivamente comincia a confrontarsi con le proiezioni mentali di Gerald e di sé stessa: grazie a queste fantasie capisce che può bere usando il bicchiere lasciato dal marito sopra al letto (era stato da lui usato per ingerire Viagra), aiutandosi con una cannuccia fatta con l'etichetta della sua sottoveste, comprata per l'occasione.
Addormentatasi, al risveglio di sera vede comparire un enorme uomo deforme che reca tra le braccia uno scrigno contenente monili e piccole ossa umane: Jesse si rivolge a lui dicendogli "Non sei reale", mentre la proiezione di Gerald le suggerisce essere "la Morte" che attende la sua dipartita. Qualche ora dopo, quando il mostro è scomparso e Jesse è riuscita a difendersi da un'aggressione del cane (che evidentemente ora cerca carne fresca), la proiezione di Gerald la chiama con l'appellativo di "Topina": questo risveglia in lei il ricordo del padre Tom (ora defunto), che abusò di lei quando era adolescente. Il ricordo va a una gita al lago in occasione di un'eclissi di sole quando Jesse e il padre restarono soli in riva al lago, mentre la madre Sally e il resto della famiglia e degli amici erano in barca: durante l'eclissi Tom prese la figlia tra le braccia e si masturbò, con lei sulle sue gambe a guardare con il binocolo il cielo; successivamente, con un sottile gioco psicologico, impose alla figlia di mantenere il segreto sull'accaduto.
Dopo una nuova apparizione serale del mostro, Jesse capisce come fare a liberarsi: rompendo il bicchiere, usa i cocci di vetro per scuoiarsi la mano destra, riuscendo a liberarla dalle catene. Molto debilitata (sviene temporaneamente, svegliata dal cane che la sta leccando), nota che il volto del marito è deturpato, ma riesce a raggiungere l'auto (il telefono cellulare è scarico e inservibile), con cui ha però presto un incidente dovuto a un nuovo svenimento: per sua fortuna l'episodio si verifica vicino a una casa abitata, così viene immediatamente soccorsa.
Il film si conclude con Jesse che a fatica scrive una lettera alla sé stessa adolescente: sono passati sei mesi, e lei ha già avuto due interventi per ricostruire la mano. Si è resa conto che metaforicamente era stata prigioniera delle ricchezze di Gerald (uomo molto più vecchio di lei e in cui lei rivedeva suo padre) e del silenzio promesso al padre, così come per quasi due giorni era stata ammanettata al letto. Grazie ai giornali scopre che il mostro non era frutto della sua immaginazione: un uomo di nome Raymond Andrew Joubert, affetto da acromegalia, era stato catturato da poco dalla polizia. Joubert era affetto da necrofilia, saccheggiava tombe per asportare inizialmente monili, poi piccoli parti (naso, falangi, orecchie), fino arrivare a fare sesso con i cadaveri; questo spiega il perché dello scrigno e la scomparsa della fede di Jesse (che lei aveva riposto sul comodino prima di cominciare il gioco). Era stato arrestato perché aveva tentato di uccidere una persona nel sonno; al processo Jesse si presenta in aula e, vedendo in lui le proiezioni del padre e del defunto marito, gli dice "Sei molto più piccolo di quanto ricordassi", che è la stessa frase che aveva pronunciato il giorno dell'eclissi rivolgendosi alla casa sul lago.

## Produzione
Il 19 maggio 2014, Deadline.com, rivelò che Mike Flanagan era stato scelto per dirigere un adattamento del romanzo di Stephen King, Il gioco di Gerald. A settembre del 2016, Flanagan, ha riportato che il film verrà distribuito da Netflix. Il cast è formato da Carla Gugino e Bruce Greenwood, rispettivamente Jessie e Gerald Burlingame, e da Henry Thomas, Carel Struycken, Kate Siegel e Chiara Aurelia. Lo stesso Stephen King ha descritto il film come "spaventoso ed ipnotico".

### Riprese
Le riprese del film sono cominciate il 17 ottobre 2016, a Mobile in Alabama.

## Promozione
Il teaser trailer del film è stato diffuso il 6 settembre 2017 dal canale YouTube di Netflix.

## Distribuzione
La pellicola è stata distribuita su Netflix, in tutti i paesi in cui è disponibile, il 29 settembre 2017.

## Accoglienza
Il film è stato accolto positivamente dalla critica. Sull'aggregatore di recensioni Rotten Tomatoes registra un indice di gradimento del 91% basato su 77 recensioni con un voto medio di 7.6 su 10. Su Metacritic, invece ha ottenuto un punteggio di 76 su 100, basato su 27 recensioni.